# イタリア市民保護局
イタリア市民保護局（イタリア語: Protezione Civile、資料によっては国家市民保護局）は、イタリア共和国の首相が率いる非常事態の予測、防止、および管理などを担当する1992年2月24日の法律第225号によって設立された国家機関である。
「Protezione Civile（市民保護）」という用語は、日本語の「防災」にほぼ相当し、自然災害という被害などから生命、財産、居住地、環境を守るために、州が行使する全ての施設や活動の概要を示している。

## 歴史
イタリアにおける自然災害の一般に対する最初の体系的立法は、ファシズム政権期に入ってからの1926年12月9日緊急法律勅令第2389号「地震災害およびそのほかの自然災害における即時救援活動に関する規則」である。この段階での活動はあくまで災害発生時における被災者の緊急救助活動に限られていた。
1960年代に大規模災害が相次いだことや「改革の70年代」という時代思潮などから「災害防護（protezione civile）」の言葉を冠した最初の基本立法、1970年12月8日法律第996号「被災人民の救援・救助、災害防護に関する規定」が成立した。
しかし、最終的には1997年のバッサニーニ法などの地方分権化の強い流れも加わって、システム全体の抜本的改革の必要性が意識されるようになったことから、現在のイタリアにおける災害対策の基本枠組みとなる1992年2月24日法律第225号「災害防護国民サービス（servizionazionale della protezione civile）設置法」が成立した。

## 名称
地方分権の流れで、以下のバイリンガルな地域では別の名称も使用される。
- ヴァッレ・ダオスタ州（イタリア語/フランス語）：Protection civile
- ボルツァーノ自治県（イタリア語/ドイツ語）：Zivilschutz
- フリウリ＝ヴェネツィア・ジュリア州トリエステ県・ゴリツィア県・ウーディネ県（イタリア語/スロベニア語）：Civilna Zaščita
- フリウリ＝ヴェネツィア・ジュリア州（イタリア語/フリウリ語）：Protesion Civîl
- ドロミーティ（イタリア語/ラディン語）Protezion Zivil

## 所有装備

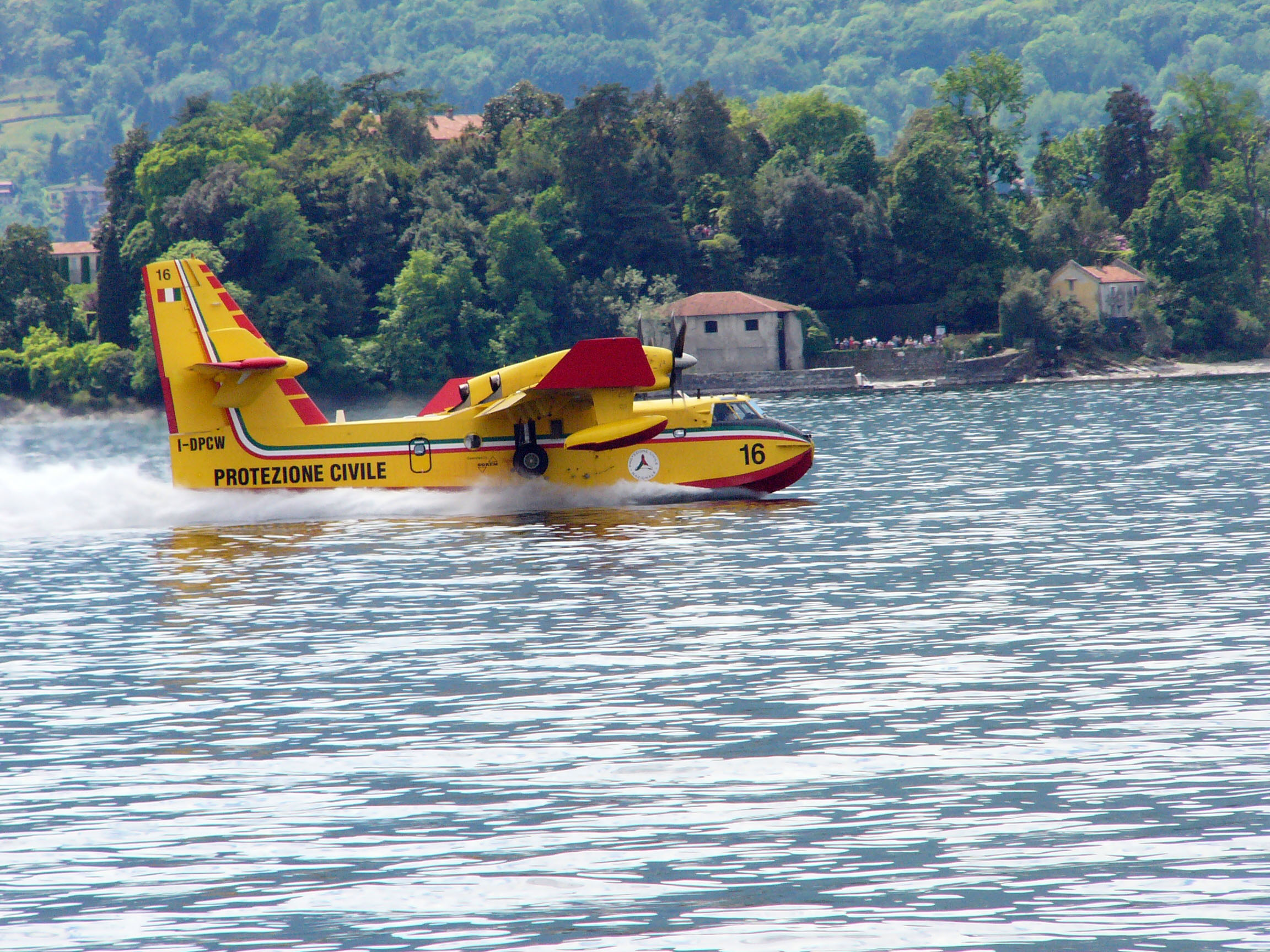
水上滑走中のイタリア市民保護局のボンバルディア CL-415

- アグスタ A109（汎用輸送用のA109Aが3機, A109Eが2機、A109K2が1機）
- アグスタウエストランド AW139（輸送用2機）
- ピアッジョ P.180 アヴァンティ（要人移送用2機）
- ボンバルディア CL-415（消火用19機）
- カナディア CL-215（1998年から気象学実験調査協会による請負による消火作業6機）